# اداره خدمات مالی ایالت نیویورک
اداره خدمات مالی ایالت نیویورک (انگلیسی: New York State Department of Financial Services) از ادارات دولتی در ایالات نیویورک آمریکا است.
این اداره مسئول تنظیم خدمات مالی و محصولات مختلف ازجمله خدمات مندرج در قوانین خدمات بیمه، بانکداری و مالی ایالت نیویورک است.
این اداره بر حدود ۴۴۰۰ نهاد نظارت دارد و که این نهادها جمعاً ۶٫۲ تریلیون دلار دارایی دارند.